# Primera B de Chile 2021
La Primera B de Chile 2021, también conocido como «Campeonato Nacional Ascenso Betsson 2021», por razones de patrocinio, fue la 72.º edición de la segunda categoría del fútbol chileno. El campeonato lo organiza la Asociación Nacional de Fútbol Profesional.
Las novedades para este torneo, son que la categoría se jugará con 16 equipos y a diferencia del torneo anterior, que se jugó con 15 equipos. En cuanto a los equipos, se destaca el regreso a la categoría de Fernández Vial, que vuelve a disputar la Primera B después de 13 años de ausencia, tras conseguir el ascenso por secretaría, al coronarse campeón de la Segunda División Profesional 2020, debido al fallo de la Segunda Sala del Tribunal Autónomo de Disciplina y los regresos de Deportes Iquique (que regresa tras 10 temporadas en Primera División, con participaciones internacionales en el 2013 y 2017 en la Copa Libertadores de América y 2011, 2012, 2014 y 2017 en la Copa Sudamericana, la obtención de una Copa Chile en la temporada 2013-14 ante Huachipato y un subcampeonato de Primera División en el Torneo Apertura 2016-17), Coquimbo Unido (que regresa tras 2 temporadas en la Primera División y una histórica participación en la Copa Sudamericana 2020, donde llegó hasta semifinales) y la Universidad de Concepción (que regresa tras siete años y medio en la Primera División, con participaciones internacionales en el 2018 y 2019 en la Copa Libertadores de América y 2015 y 2016 en la Copa Sudamericana, la obtención de una Copa Chile en la temporada 2014-15 ante Palestino y un subcampeonato de la Primera División en 2018). El campanil volvió a esta categoría, tras perder el partido por la permanencia ante Colo-Colo. Otra novedad es en cuanto al auspiciador del torneo, ya que Betsson reemplazará a Juegaenlinea.com, a partir de este torneo.

## Sistema
Se jugarán 30 fechas, bajo el sistema de todos contra todos, en dos ruedas. En este torneo se observará el sistema de puntos, de acuerdo a la reglamentación de la Internacional F.A. Board, asignándose tres puntos, al equipo que resulte ganador, un punto, a cada uno en caso de empate, y cero puntos al perdedor.
El orden de clasificación de los equipos, se determinará en una tabla de cómputo general, de la siguiente manera:
- 1) Mayor cantidad de puntos
- 2) Mayor diferencia de goles a favor; en caso de igualdad;
- 3) Mayor cantidad de goles convertidos; en caso de igualdad;
- 4) Mayor cantidad de goles de visita marcados; en caso de igualdad;
- 5) Menor cantidad de tarjetas rojas recibidas; en caso de igualdad;
- 6) Menor cantidad de tarjetas amarillas recibidas; en caso de igualdad;
- 7) Sorteo.

En cuanto al campeón del torneo, se definirá de acuerdo al siguiente sistema:
- A) Mayor cantidad de puntos obtenidos; en caso de igualdad;
- B) Partido de definición en cancha neutral.

En caso de que la igualdad sea de más de dos equipos, esta se dejará reducida a dos clubes, de acuerdo al orden de clasificación de los equipos determinado anteriormente.
El equipo que finaliza en el primer lugar de la tabla, tras las 30 fechas disputadas, será el campeón y ascenderá a la Primera División, para el año 2022. Los equipos que terminan entre el 2.° y el 5.° lugar de la tabla, jugarán una Liguilla de Play-Offs, donde el ganador de esa Liguilla, jugará una Promoción contra el equipo que termine, en el 15.° puesto de la Primera División 2021.
El equipo que finalice en el último lugar de la tabla general, tras disputar las 30 fechas, descenderá automáticamente a la Segunda División Profesional para la siguiente temporada 2022, siendo reemplazado por el equipo campeón de la Segunda División Profesional del Torneo 2021.

## Árbitros
Esta es la lista de árbitros del torneo de Primera B edición 2021. Los árbitros de la Primera División, pueden arbitrar en el principio de este torneo, siempre y cuando no sean designados, para arbitrar en una fecha del campeonato de la categoría mencionada. Los árbitros que aparecen en la lista, pueden dirigir en las otras dos categorías profesionales, si la ANFP así lo estime conveniente. El árbitro de la Primera División; Gustavo Ahumada y los árbitros de la Segunda División Profesional; Omar Oporto, Juan Sepúlveda y la árbitra María Belén Carvajal, se incorporan a esta categoría (en el caso de Omar Oporto, vuelve a esta categoría, luego de arbitrar la temporada pasada, en la Segunda División Profesional), mientras que los árbitros Matías Quila, Benjamín Saravia y Manuel Vergara, pasaron a arbitrar a la Primera División.
| Árbitros             | Edad    | Categoría |
| -------------------- | ------- | --------- |
| Gustavo Ahumada      | 39 años |           |
| Fabián Aracena       | 41 años |           |
| Claudio Aranda       | 52 años |           |
| Miguel Araos         | 37 años |           |
| Franco Arrué         | 47 años |           |
| Patricio Blanca      | 44 años |           |
| María Belén Carvajal | 41 años |           |
| Claudio Cevasco      | 34 años |           |
| Diego Flores         | 35 años |           |
| Cristián Galaz       | 36 años |           |
| Felipe Jara          | 40 años |           |
| Nicolás Millas       | 35 años |           |
| Omar Oporto          | 42 años |           |
| Juan Sepúlveda       | 35 años |           |
| Rafael Troncoso      | 48 años |           |

## Relevos
| Pos  | a Primera División |
| ---- | ------------------ |
| 1.°  | Ñublense           |
| Lig. | Deportes Melipilla |

| Pos   | a Primera B               |
| ----- | ------------------------- |
| Prom. | Universidad de Concepción |
| 18.°  | Deportes Iquique          |
| 18.°  | Coquimbo Unido            |

| Pos  | a Primera División |
| ---- | ------------------ |
| 1.°  | Ñublense           |
| Lig. | Deportes Melipilla |

| Pos   | a Primera B               |
| ----- | ------------------------- |
| Prom. | Universidad de Concepción |
| 18.°  | Deportes Iquique          |
| 18.°  | Coquimbo Unido            |

| Pos | a Primera B    |
| --- | -------------- |
| 1.° | Fernández Vial |

| Pos  | a Segunda División |
| ---- | ------------------ |
| 15.° | Deportes Valdivia  |

| Pos | a Primera B    |
| --- | -------------- |
| 1.° | Fernández Vial |

| Pos  | a Segunda División |
| ---- | ------------------ |
| 15.° | Deportes Valdivia  |

## Localización
| Equipo                    | Región             | Ciudad       |
| ------------------------- | ------------------ | ------------ |
| San Marcos de Arica       | Arica y Parinacota | Arica        |
| Deportes Iquique          | Tarapacá           | Iquique      |
| Cobreloa                  | Antofagasta        | Calama       |
| Deportes Copiapó          | Atacama            | Copiapó      |
| Coquimbo Unido            | Coquimbo           | Coquimbo     |
| San Luis                  | Valparaíso         | Quillota     |
| Unión San Felipe          | Valparaíso         | San Felipe   |
| Barnechea                 | Metropolitana      | Lo Barnechea |
| Magallanes                | Metropolitana      | San Bernardo |
| Santiago Morning          | Metropolitana      | La Pintana   |
| Deportes Santa Cruz       | O'Higgins          | Santa Cruz   |
| Rangers                   | Maule              | Talca        |
| Fernández Vial            | Biobío             | Concepción   |
| Universidad de Concepción | Biobío             | Concepción   |
| Deportes Temuco           | Araucanía          | Temuco       |
| Deportes Puerto Montt     | Los Lagos          | Puerto Montt |

| Barnechea Magallanes Santiago Morning |

## Información
| Equipo                    | Entrenador       | Estadio                 | Capacidad | Proveedor | Auspiciador          |
| ------------------------- | ---------------- | ----------------------- | --------- | --------- | -------------------- |
| Barnechea                 | John Armijo      | Municipal de Mostazal   | 3.000     | Capelli   |                      |
| Cobreloa                  | Héctor Almandoz  | Zorros del Desierto     | 12.102    | Macron    | Finning CAT          |
| Coquimbo Unido            | Héctor Tapia     | Francisco Sánchez       | 18.750    | Siker     | Celta                |
| Deportes Copiapó          | Erwin Durán      | Luis Valenzuela         | 8.500     | OneFit    | G&G Minería          |
| Deportes Iquique          | Luis Musrri      | Tierra de Campeones     | 13.171    | Rete      | Collahuasi           |
| Deportes Puerto Montt     | Felipe Cornejo   | Chinquihue              | 10.000    | KS7       | Sølvtrans            |
| Deportes Santa Cruz       | Osvaldo Hurtado  | Joaquín Muñoz           | 6.000     | Andrómeda | Clínica Boza         |
| Deportes Temuco           | Patricio Lira    | Germán Becker           | 18.000    | KS7       | Rosen                |
| Fernández Vial            | Claudio Rojas    | Ester Roa               | 33.000    | 1903      | Casinos Integrados   |
| Magallanes                | Nicolás Núñez    | Luis Navarro            | 3.500     | Siker     | Intersport           |
| Rangers                   | Ronald Fuentes   | Fiscal de Talca         | 16.000    | OneFit    | PF Alimentos         |
| San Luis de Quillota      | Francisco Bozán  | Lucio Fariña            | 7.700     | Acerbis   | La Cruz Inmobiliaria |
| San Marcos de Arica       | Hernán Peña      | Carlos Dittborn         | 10.000    | Siker     | TPA                  |
| Santiago Morning          | Fabián Marzuca   | Municipal de La Pintana | 5.000     | KS7       | Finasur              |
| Unión San Felipe          | Víctor Rivero    | Javier Muñoz            | 10.000    | Claus-7   | La Cruz Inmobiliaria |
| Universidad de Concepción | Fernando Vergara | Ester Roa               | 33.000    | Capelli   | Kino                 |

## Clasificación
| Pos. | Equipo                    | Pts. | PJ | G  | E  | P  | GF | GC | Dif. |  |
| ---- | ------------------------- | ---- | -- | -- | -- | -- | -- | -- | ---- |  |
| 1    | Coquimbo Unido            | 55   | 30 | 14 | 13 | 3  | 40 | 22 | +18  |  |
| 2    | Deportes Copiapó          | 52   | 30 | 14 | 10 | 6  | 47 | 36 | +11  |  |
| 3    | Santiago Morning          | 51   | 30 | 13 | 12 | 5  | 43 | 26 | +17  |  |
| 4    | Deportes Temuco           | 49   | 30 | 13 | 10 | 7  | 42 | 29 | +13  |  |
| 5    | Deportes Puerto Montt     | 48   | 30 | 12 | 12 | 6  | 34 | 30 | +4   |  |
| 6    | Deportes Santa Cruz       | 45   | 30 | 12 | 9  | 9  | 35 | 37 | −2   |  |
| 7    | Magallanes                | 41   | 30 | 9  | 14 | 7  | 37 | 35 | +2   |  |
| 8    | Deportes Iquique          | 40   | 30 | 11 | 7  | 12 | 52 | 45 | +7   |  |
| 9    | Fernández Vial            | 40   | 30 | 11 | 7  | 12 | 45 | 40 | +5   |  |
| 10   | San Luis de Quillota      | 40   | 30 | 9  | 13 | 8  | 33 | 32 | +1   |  |
| 11   | Rangers de Talca          | 38   | 30 | 10 | 8  | 12 | 37 | 41 | −4   |  |
| 12   | Unión San Felipe          | 36   | 30 | 10 | 6  | 14 | 34 | 40 | −6   |  |
| 13   | Cobreloa                  | 33   | 30 | 8  | 9  | 13 | 35 | 38 | −3   |  |
| 14   | Universidad de Concepción | 33   | 30 | 7  | 12 | 11 | 32 | 38 | −6   |  |
| 15   | Barnechea                 | 24   | 30 | 5  | 9  | 16 | 28 | 44 | −16  |  |
| 16   | San Marcos de Arica       | 16   | 30 | 3  | 7  | 20 | 16 | 55 | −39  |  |

 Fuente: Campeonato Chileno
     Campeón. Asciende a la Primera División.
     Acceden a los Play-Offs.
     Desciende a la Segunda División.
| Sanciones |
| --- |
| - Cobreloa fue sancionado con un marcador de 0-3 frente a San Marcos de Arica, tras el fallo del Tribunal de Disciplina de la ANFP. - San Marcos de Arica fue sancionado con un marcador de 0-3 frente a Barnechea, tras el fallo del Tribunal de Disciplina de la ANFP. - San Marcos de Arica fue sancionado con la resta de 23 unidades, luego que la Segunda Sala del Tribunal de Disciplina confirmara el fallo de primera instancia por el caso de Zederick Vega, jugador mal inscrito y que fue incluido de forma irregular en 12 encuentros del Campeonato del Ascenso en la Primera B. |

## Evolución
| Equipo / Fecha            | 01   | 02   | 03   | 04   | 05   | 06   | 07   | 08   | 09   | 10   | 11   | 12   | 13   | 14   | 15   | 16   | 17   | 18   | 19   | 20   | 21   | 22   | 23   | 24   | 25   | 26   | 27   | 28   | 29   | 30   |
| ------------------------- | ---- | ---- | ---- | ---- | ---- | ---- | ---- | ---- | ---- | ---- | ---- | ---- | ---- | ---- | ---- | ---- | ---- | ---- | ---- | ---- | ---- | ---- | ---- | ---- | ---- | ---- | ---- | ---- | ---- | ---- |
| Coquimbo Unido            | 3.°  | 2.°  | 3.°  | 4.°  | 1.°  | 1.°  | 1.°  | 1.°  | 1.°  | 1.°  | 1.°  | 1.°  | 2.°  | 3.°  | 2.°  | 1.°  | 1.°  | 3.°  | 1.°  | 1.°  | 1.°  | 1.°  | 1.°  | 1.°  | 1.°  | 1.°  | 1.°  | 1.°  | 1.°  | 1.°  |
| Deportes Copiapó          | 14.° | 13.° | 8.°  | 9.°  | 10.° | 10.° | 7.°  | 8.°  | 7.°  | 5.°  | 4.°  | 2.°  | 8.°  | 8.°  | 5.°  | 6.°  | 5.°  | 7.°  | 2.°  | 4.°  | 5.°  | 3.°  | 2.°  | 2.°  | 2.°  | 2.°  | 2.°  | 3.°  | 2.°  | 2.°  |
| Deportes Temuco           | 9.°  | 8.°  | 5.°  | 2.°  | 5.°  | 4.°  | 2.°  | 3.°  | 3.°  | 3.°  | 3.°  | 7.°  | 6.°  | 6.°  | 9.°  | 9.°  | 8.°  | 6.°  | 7.°  | 7.°  | 7.°  | 7.°  | 7.°  | 7.°  | 5.°  | 6.°  | 5.°  | 5.°  | 4.°  | 3.°  |
| Santiago Morning          | 6.°  | 10.° | 12.° | 12.° | 9.°  | 8.°  | 9.°  | 12.° | 9.°  | 6.°  | 8.°  | 5.°  | 3.°  | 4.°  | 4.°  | 4.°  | 3.°  | 2.°  | 5.°  | 6.°  | 4.°  | 2.°  | 4.°  | 4.°  | 3.°  | 4.°  | 3.°  | 2.°  | 3.°  | 4.°  |
| Deportes Puerto Montt     | 5.°  | 3.°  | 1.°  | 1.°  | 3.°  | 2.°  | 3.°  | 2.°  | 2.°  | 2.°  | 2.°  | 3.°  | 1.°  | 1.°  | 3.°  | 2.°  | 4.°  | 4.°  | 4.°  | 5.°  | 3.°  | 5.°  | 3.°  | 3.°  | 4.°  | 3.°  | 4.°  | 4.°  | 5.°  | 5.°  |
| Deportes Santa Cruz       | 10.° | 9.°  | 7.°  | 5.°  | 2.°  | 5.°  | 6.°  | 7.°  | 11.° | 9.°  | 6.°  | 4.°  | 5.°  | 2.°  | 1.°  | 3.°  | 2.°  | 1.°  | 3.°  | 2.°  | 2.°  | 4.°  | 5.°  | 5.°  | 6.°  | 5.°  | 6.°  | 6.°  | 6.°  | 6.°  |
| Magallanes                | 16.° | 6.°  | 9.°  | 10.° | 11.° | 11.° | 12.° | 9.°  | 10.° | 12.° | 10.° | 11.° | 10.° | 10.° | 8.°  | 5.°  | 6.°  | 8.°  | 9.°  | 9.°  | 9.°  | 8.°  | 9.°  | 9.°  | 8.°  | 7.°  | 7.°  | 7.°  | 7.°  | 7.°  |
| San Marcos de Arica       | 1.°  | 4.°  | 2.°  | 6.°  | 7.°  | 7.°  | 10.° | 6.°  | 5.°  | 7.°  | 9.°  | 6.°  | 9.°  | 7.°  | 10.° | 10.° | 10.° | 5.°  | 6.°  | 3.°  | 6.°  | 6.°  | 6.°  | 6.°  | 7.°  | 8.°  | 8.°  | 8.°  | 8.°  | 8.°  |
| Deportes Iquique          | 12.° | 15.° | 15.° | 16.° | 15.° | 13.° | 13.° | 10.° | 8.°  | 10.° | 12.° | 12.° | 12.° | 11.° | 11.° | 11.° | 15.° | 15.° | 12.° | 12.° | 11.° | 12.° | 10.° | 13.° | 11.° | 10.° | 10.° | 9.°  | 10.° | 9.°  |
| San Luis de Quillota      | 8.°  | 11.° | 11.° | 14.° | 14.° | 15.° | 15.° | 15.° | 15.° | 15.° | 15.° | 16.° | 15.° | 15.° | 15.° | 16.° | 16.° | 16.° | 13.° | 13.° | 14.° | 14.° | 14.° | 14.° | 14.° | 13.° | 12.° | 12.° | 12.° | 10.° |
| Rangers                   | 2.°  | 1.°  | 4.°  | 8.°  | 4.°  | 3.°  | 4.°  | 4.°  | 4.°  | 4.°  | 7.°  | 8.°  | 7.°  | 9.°  | 6.°  | 7.°  | 7.°  | 10.° | 8.°  | 8.°  | 8.°  | 9.°  | 8.°  | 8.°  | 9.°  | 11.° | 11.° | 10.° | 9.°  | 11.° |
| Fernández Vial            | 11.° | 14.° | 14.° | 15.° | 16.° | 16.° | 16.° | 16.° | 16.° | 16.° | 16.° | 15.° | 16.° | 16.° | 16.° | 15.° | 14.° | 11.° | 11.° | 11.° | 13.° | 11.° | 12.° | 12.° | 10.° | 9.°  | 9.°  | 11.° | 11.° | 12.° |
| Universidad de Concepción | 7.°  | 7.°  | 6.°  | 3.°  | 6.°  | 6.°  | 5.°  | 5.°  | 6.°  | 8.°  | 5.°  | 9.°  | 4.°  | 5.°  | 7.°  | 8.°  | 9.°  | 9.°  | 10.° | 10.° | 10.° | 13.° | 13.° | 11.° | 13.° | 12.° | 14.° | 14.° | 13.° | 13.° |
| Unión San Felipe          | 15.° | 16.° | 16.° | 11.° | 12.° | 12.° | 8.°  | 11.° | 14.° | 14.° | 13.° | 13.° | 13.° | 13.° | 14.° | 14.° | 12.° | 12.° | 14.° | 15.° | 12.° | 10.° | 11.° | 10.° | 12.° | 14.° | 13.° | 13.° | 14.° | 14.° |
| Cobreloa                  | 13.° | 12.° | 13.° | 13.° | 13.° | 14.° | 14.° | 13.° | 13.° | 11.° | 11.° | 10.° | 11.° | 12.° | 12.° | 13.° | 11.° | 14.° | 16.° | 14.° | 15.° | 16.° | 16.° | 15.° | 15.° | 15.° | 15.° | 15.° | 15.° | 15.° |
| Barnechea                 | 4.°  | 5.°  | 10.° | 7.°  | 8.°  | 9.°  | 11.° | 14.° | 12.° | 13.° | 14.° | 14.° | 14.° | 14.° | 13.° | 12.° | 13.° | 13.° | 15.° | 16.° | 16.° | 15.° | 15.° | 16.° | 16.° | 16.° | 16.° | 16.° | 16.° | 16.° |

## Resultados

### Primera rueda
- Los horarios corresponden al huso horario de Chile: UTC-4 en horario estándar y UTC-3 en horario de verano.

| Fecha 1                   | Fecha 1   | Fecha 1              | Fecha 1             | Fecha 1     | Fecha 1 |
| Local                     | Resultado | Visita               | Estadio             | Fecha       | Hora    |
| ------------------------- | --------- | -------------------- | ------------------- | ----------- | ------- |
| Deportes Puerto Montt     | 1 - 0     | Deportes Copiapó     | Chinquihue          | 3 de abril  | 15:00   |
| Cobreloa                  | 1 - 2     | Barnechea            | Zorros del Desierto | 4 de abril  | 11:00   |
| Magallanes                | 1 - 3     | San Marcos de Arica  | Luis Navarro        | 4 de abril  | 11:00   |
| Deportes Temuco           | 2 - 2     | San Luis de Quillota | Germán Becker       | 4 de abril  | 11:00   |
| Deportes Iquique          | 2 - 3     | Coquimbo Unido       | Tierra de Campeones | 4 de abril  | 11:00   |
| Rangers                   | 3 - 1     | Unión San Felipe     | Fiscal de Talca     | 6 de abril  | 20:00   |
| Universidad de Concepción | 3 - 3     | Santiago Morning     | Ester Roa           | 12 de abril | 17:00   |
| Deportes Santa Cruz       | 2 - 3     | Fernández Vial       | Joaquín Muñoz       | 24 de julio | 15:00   |

| Fecha 2              | Fecha 2   | Fecha 2                   | Fecha 2                 | Fecha 2     | Fecha 2 |
| Local                | Resultado | Visita                    | Estadio                 | Fecha       | Hora    |
| -------------------- | --------- | ------------------------- | ----------------------- | ----------- | ------- |
| Unión San Felipe     | 2 - 3     | Deportes Puerto Montt     | Javier Muñoz            | 17 de abril | 11:00   |
| Barnechea            | 0 - 1     | Coquimbo Unido            | Municipal de La Pintana | 17 de abril | 12:00   |
| San Marcos de Arica  | 0 - 0     | Cobreloa                  | Carlos Dittborn         | 18 de abril | 17:00   |
| San Luis de Quillota | 0 - 1     | Rangers                   | Lucio Fariña            | 18 de abril | 18:00   |
| Deportes Santa Cruz  | 2 - 2     | Universidad de Concepción | Joaquín Muñoz           | 18 de abril | 18:00   |
| Santiago Morning     | 1 - 2     | Magallanes                | Municipal de La Pintana | 19 de abril | 15:30   |
| Deportes Copiapó     | 1 - 1     | Deportes Temuco           | Luis Valenzuela         | 19 de abril | 18:00   |
| Fernández Vial       | 0 - 1     | Deportes Iquique          | Ester Roa               | 29 de julio | 18:00   |

| Fecha 3               | Fecha 3   | Fecha 3                   | Fecha 3                 | Fecha 3      | Fecha 3 |
| Local                 | Resultado | Visita                    | Estadio                 | Fecha        | Hora    |
| --------------------- | --------- | ------------------------- | ----------------------- | ------------ | ------- |
| Deportes Iquique      | 1 - 2     | San Marcos de Arica       | Tierra de Campeones     | 25 de abril  | 12:00   |
| Coquimbo Unido        | 1 - 1     | Magallanes                | Elías Figueroa          | 25 de abril  | 20:30   |
| Cobreloa              | 2 - 4     | Universidad de Concepción | Zorros del Desierto     | 26 de abril  | 11:00   |
| Deportes Temuco       | 3 - 0     | Unión San Felipe          | Germán Becker           | 26 de abril  | 12:00   |
| Deportes Puerto Montt | 2 - 1     | San Luis de Quillota      | Chinquihue              | 26 de abril  | 12:00   |
| Santiago Morning      | 1 - 3     | Deportes Santa Cruz       | Municipal de La Pintana | 26 de abril  | 15:30   |
| Rangers               | 2 - 3     | Deportes Copiapó          | Fiscal de Talca         | 26 de abril  | 18:00   |
| Fernández Vial        | 1 - 1     | Barnechea                 | Ester Roa               | 6 de octubre | 19:00   |

| Fecha 4                   | Fecha 4   | Fecha 4               | Fecha 4                 | Fecha 4      | Fecha 4 |
| Local                     | Resultado | Visita                | Estadio                 | Fecha        | Hora    |
| ------------------------- | --------- | --------------------- | ----------------------- | ------------ | ------- |
| Universidad de Concepción | 3 - 2     | Rangers               | Ester Roa               | 1 de mayo    | 20:30   |
| Deportes Santa Cruz       | 1 - 0     | Deportes Puerto Montt | Joaquín Muñoz           | 2 de mayo    | 20:30   |
| Magallanes                | 0 - 3     | Deportes Temuco       | Luis Navarro            | 3 de mayo    | 11:00   |
| Barnechea                 | 3 - 1     | Deportes Iquique      | Municipal de La Pintana | 3 de mayo    | 12:00   |
| Deportes Copiapó          | 2 - 2     | Santiago Morning      | Luis Valenzuela         | 3 de mayo    | 12:00   |
| San Luis de Quillota      | 1 - 2     | Unión San Felipe      | Lucio Fariña            | 3 de mayo    | 15:30   |
| Cobreloa                  | 1 - 1     | Coquimbo Unido        | Zorros del Desierto     | 3 de mayo    | 18:00   |
| San Marcos de Arica       | 2 - 1     | Fernández Vial        | Carlos Dittborn         | 26 de agosto | 19:00   |

| Fecha 5               | Fecha 5   | Fecha 5                   | Fecha 5                 | Fecha 5      | Fecha 5 |
| Local                 | Resultado | Visita                    | Estadio                 | Fecha        | Hora    |
| --------------------- | --------- | ------------------------- | ----------------------- | ------------ | ------- |
| Deportes Iquique      | 0 - 0     | San Luis de Quillota      | Tierra de Campeones     | 9 de mayo    | 12:00   |
| Unión San Felipe      | 0 - 0     | Cobreloa                  | Lucio Fariña            | 9 de mayo    | 20:30   |
| Deportes Puerto Montt | 1 - 1     | Magallanes                | Chinquihue              | 10 de mayo   | 12:00   |
| Coquimbo Unido        | 1 - 0     | Universidad de Concepción | Elías Figueroa          | 10 de mayo   | 12:00   |
| Santiago Morning      | 3 - 0     | San Marcos de Arica       | Municipal de La Pintana | 10 de mayo   | 12:00   |
| Deportes Temuco       | 0 - 1     | Deportes Santa Cruz       | Germán Becker           | 10 de mayo   | 18:00   |
| Rangers               | 2 - 0     | Barnechea                 | Fiscal de Talca         | 10 de mayo   | 20:30   |
| Fernández Vial        | 5 - 2     | Deportes Copiapó          | Ester Roa               | 19 de agosto | 19:00   |

| Fecha 6                   | Fecha 6   | Fecha 6               | Fecha 6               | Fecha 6          | Fecha 6 |
| Local                     | Resultado | Visita                | Estadio               | Fecha            | Hora    |
| ------------------------- | --------- | --------------------- | --------------------- | ---------------- | ------- |
| Barnechea                 | 0 - 1     | Deportes Puerto Montt | Municipal de Mostazal | 18 de mayo       | 11:00   |
| Deportes Copiapó          | 0 - 2     | Deportes Iquique      | Luis Valenzuela       | 18 de mayo       | 12:00   |
| Cobreloa                  | 2 - 2     | Santiago Morning      | Zorros del Desierto   | 18 de mayo       | 12:00   |
| San Marcos de Arica       | 1 - 2     | Deportes Temuco       | Carlos Dittborn       | 18 de mayo       | 12:30   |
| Magallanes                | 0 - 1     | Rangers               | Luis Navarro          | 18 de mayo       | 15:30   |
| Universidad de Concepción | 0 - 0     | Unión San Felipe      | Ester Roa             | 18 de mayo       | 18:00   |
| Deportes Santa Cruz       | 1 - 7     | Coquimbo Unido        | Joaquín Muñoz         | 18 de mayo       | 20:30   |
| San Luis de Quillota      | 3 - 2     | Fernández Vial        | Lucio Fariña          | 12 de septiembre | 16:30   |

| Fecha 7               | Fecha 7   | Fecha 7                   | Fecha 7                 | Fecha 7       | Fecha 7 |
| Local                 | Resultado | Visita                    | Estadio                 | Fecha         | Hora    |
| --------------------- | --------- | ------------------------- | ----------------------- | ------------- | ------- |
| Deportes Iquique      | 1 - 1     | Magallanes                | Tierra de Campeones     | 23 de mayo    | 12:00   |
| Deportes Puerto Montt | 2 - 2     | Universidad de Concepción | Chinquihue              | 23 de mayo    | 18:00   |
| Coquimbo Unido        | 1 - 0     | San Marcos de Arica       | Elías Figueroa          | 24 de mayo    | 11:00   |
| Santiago Morning      | 0 - 0     | Rangers                   | Municipal de La Pintana | 24 de mayo    | 15:30   |
| Deportes Temuco       | 2 - 0     | Barnechea                 | Germán Becker           | 24 de mayo    | 18:00   |
| San Luis de Quillota  | 1 - 2     | Deportes Copiapó          | Lucio Fariña            | 24 de mayo    | 20:30   |
| Unión San Felipe      | 1 - 0     | Deportes Santa Cruz       | Lucio Fariña            | 25 de mayo    | 16:00   |
| Fernández Vial        | 3 - 2     | Cobreloa                  | Ester Roa               | 20 de octubre | 19:00   |

| Fecha 8                   | Fecha 8   | Fecha 8               | Fecha 8               | Fecha 8        | Fecha 8 |
| Local                     | Resultado | Visita                | Estadio               | Fecha          | Hora    |
| ------------------------- | --------- | --------------------- | --------------------- | -------------- | ------- |
| Universidad de Concepción | 3 - 1     | Deportes Temuco       | Ester Roa             | 29 de mayo     | 20:00   |
| Deportes Santa Cruz       | 1 - 3     | Deportes Iquique      | Joaquín Muñoz         | 30 de mayo     | 12:00   |
| Cobreloa                  | 1 - 0     | San Luis de Quillota  | Zorros del Desierto   | 30 de mayo     | 12:00   |
| Barnechea                 | 0 - 1     | Magallanes            | Municipal de Mostazal | 30 de mayo     | 12:30   |
| San Marcos de Arica       | 3 - 1     | Unión San Felipe      | Carlos Dittborn       | 1 de junio     | 14:30   |
| Coquimbo Unido            | 0 - 0     | Deportes Copiapó      | Santa Laura           | 1 de junio     | 18:00   |
| Rangers                   | 0 - 0     | Deportes Puerto Montt | Fiscal de Talca       | 1 de junio     | 20:30   |
| Fernández Vial            | 0 - 0     | Santiago Morning      | Ester Roa             | 9 de noviembre | 16:15   |

| Fecha 9               | Fecha 9   | Fecha 9                   | Fecha 9                 | Fecha 9          | Fecha 9 |
| Local                 | Resultado | Visita                    | Estadio                 | Fecha            | Hora    |
| --------------------- | --------- | ------------------------- | ----------------------- | ---------------- | ------- |
| Deportes Iquique      | 5 - 1     | Universidad de Concepción | Tierra de Campeones     | 6 de junio       | 14:30   |
| Unión San Felipe      | 2 - 4     | Barnechea                 | Lucio Fariña            | 6 de junio       | 15:30   |
| San Luis de Quillota  | 0 - 1     | San Marcos de Arica       | Lucio Fariña            | 7 de junio       | 11:00   |
| Deportes Copiapó      | 2 - 0     | Deportes Santa Cruz       | Luis Valenzuela         | 7 de junio       | 12:00   |
| Magallanes            | 2 - 2     | Cobreloa                  | Luis Navarro            | 7 de junio       | 12:30   |
| Santiago Morning      | 3 - 0     | Coquimbo Unido            | Municipal de La Pintana | 7 de junio       | 15:30   |
| Deportes Puerto Montt | 1 - 0     | Deportes Temuco           | Chinquihue              | 7 de junio       | 18:00   |
| Rangers               | 1 - 0     | Fernández Vial            | Fiscal de Talca         | 30 de septiembre | 19:00   |

| Fecha 10                  | Fecha 10  | Fecha 10              | Fecha 10              | Fecha 10      | Fecha 10 |
| Local                     | Resultado | Visita                | Estadio               | Fecha         | Hora     |
| ------------------------- | --------- | --------------------- | --------------------- | ------------- | -------- |
| San Marcos de Arica       | 0 - 1     | Deportes Copiapó      | Carlos Dittborn       | 8 de julio    | 20:00    |
| Cobreloa                  | 3 - 2     | Deportes Iquique      | Zorros del Desierto   | 9 de julio    | 15:30    |
| Deportes Temuco           | 2 - 2     | Rangers               | Germán Becker         | 10 de julio   | 12:30    |
| Barnechea                 | 0 - 2     | Santiago Morning      | Municipal de Mostazal | 11 de julio   | 12:00    |
| Deportes Santa Cruz       | 2 - 0     | San Luis de Quillota  | Joaquín Muñoz         | 11 de julio   | 15:30    |
| Coquimbo Unido            | 0 - 0     | Deportes Puerto Montt | Francisco Sánchez     | 27 de julio   | 12:30    |
| Universidad de Concepción | 1 - 1     | Magallanes            | Ester Roa             | 28 de julio   | 18:30    |
| Fernández Vial            | 1 - 3     | Unión San Felipe      | Ester Roa             | 28 de octubre | 20:30    |

| Fecha 11              | Fecha 11  | Fecha 11                  | Fecha 11                | Fecha 11    | Fecha 11 |
| Local                 | Resultado | Visita                    | Estadio                 | Fecha       | Hora     |
| --------------------- | --------- | ------------------------- | ----------------------- | ----------- | -------- |
| Barnechea             | 1 - 2     | Universidad de Concepción | Municipal de Mostazal   | 14 de julio | 12:30    |
| Deportes Copiapó      | 0 - 0     | Cobreloa                  | Luis Valenzuela         | 14 de julio | 18:00    |
| Deportes Puerto Montt | 2 - 2     | San Marcos de Arica       | Chinquihue              | 15 de julio | 11:00    |
| Magallanes            | 2 - 1     | Fernández Vial            | Luis Navarro            | 15 de julio | 12:00    |
| Deportes Temuco       | 1 - 1     | Coquimbo Unido            | Germán Becker           | 15 de julio | 15:00    |
| Rangers               | 1 - 3     | Deportes Santa Cruz       | Fiscal de Talca         | 15 de julio | 15:00    |
| Santiago Morning      | 0 - 0     | San Luis de Quillota      | Municipal de La Pintana | 15 de julio | 15:00    |
| Unión San Felipe      | 3 - 1     | Deportes Iquique          | Javier Muñoz            | 15 de julio | 17:30    |

| Fecha 12             | Fecha 12  | Fecha 12                  | Fecha 12            | Fecha 12    | Fecha 12 |
| Local                | Resultado | Visita                    | Estadio             | Fecha       | Hora     |
| -------------------- | --------- | ------------------------- | ------------------- | ----------- | -------- |
| Cobreloa             | 2 - 0     | Deportes Puerto Montt     | Zorros del Desierto | 21 de julio | 11:00    |
| Deportes Santa Cruz  | 2 - 0     | Magallanes                | Joaquín Muñoz       | 21 de julio | 15:30    |
| Coquimbo Unido       | 1 - 1     | Rangers                   | Francisco Sánchez   | 21 de julio | 18:00    |
| Fernández Vial       | 1 - 0     | Deportes Temuco           | Ester Roa           | 21 de julio | 20:30    |
| Deportes Copiapó     | 1 - 0     | Unión San Felipe          | Luis Valenzuela     | 22 de julio | 12:30    |
| San Luis de Quillota | 1 - 0     | Universidad de Concepción | Lucio Fariña        | 22 de julio | 20:30    |
| Deportes Iquique     | 1 - 2     | Santiago Morning          | Tierra de Campeones | 24 de julio | 11:00    |
| San Marcos de Arica  | 0 - 3     | Barnechea                 | Carlos Dittborn     | 25 de julio | 11:00    |

| Fecha 13                  | Fecha 13  | Fecha 13             | Fecha 13              | Fecha 13    | Fecha 13 |
| Local                     | Resultado | Visita               | Estadio               | Fecha       | Hora     |
| ------------------------- | --------- | -------------------- | --------------------- | ----------- | -------- |
| Deportes Temuco           | 1 - 0     | Cobreloa             | Germán Becker         | 31 de julio | 15:00    |
| Unión San Felipe          | 0 - 2     | Santiago Morning     | Javier Muñoz          | 31 de julio | 17:30    |
| Coquimbo Unido            | 0 - 1     | San Luis de Quillota | Francisco Sánchez     | 31 de julio | 20:00    |
| Rangers                   | 1 - 0     | Deportes Iquique     | Fiscal de Talca       | 1 de agosto | 15:00    |
| Deportes Puerto Montt     | 1 - 0     | Fernández Vial       | Chinquihue            | 1 de agosto | 15:00    |
| Magallanes                | 3 - 0     | Deportes Copiapó     | Luis Navarro          | 2 de agosto | 12:00    |
| Barnechea                 | 0 - 0     | Deportes Santa Cruz  | Municipal de Mostazal | 3 de agosto | 14:00    |
| Universidad de Concepción | 3 - 1     | San Marcos de Arica  | Ester Roa             | 3 de agosto | 18:00    |

| Fecha 14             | Fecha 14  | Fecha 14                  | Fecha 14                | Fecha 14    | Fecha 14 |
| Local                | Resultado | Visita                    | Estadio                 | Fecha       | Hora     |
| -------------------- | --------- | ------------------------- | ----------------------- | ----------- | -------- |
| Deportes Copiapó     | 1 - 1     | Barnechea                 | Luis Valenzuela         | 7 de agosto | 12:30    |
| Deportes Iquique     | 2 - 2     | Deportes Temuco           | Tierra de Campeones     | 7 de agosto | 12:30    |
| Cobreloa             | 0 - 1     | Deportes Santa Cruz       | Zorros del Desierto     | 8 de agosto | 11:00    |
| San Marcos de Arica  | 1 - 0     | Rangers                   | Carlos Dittborn         | 8 de agosto | 12:00    |
| Santiago Morning     | 1 - 1     | Deportes Puerto Montt     | Municipal de La Pintana | 9 de agosto | 12:30    |
| Unión San Felipe     | 1 - 1     | Coquimbo Unido            | Javier Muñoz            | 9 de agosto | 15:30    |
| Fernández Vial       | 0 - 0     | Universidad de Concepción | Ester Roa               | 9 de agosto | 18:00    |
| San Luis de Quillota | 1 - 1     | Magallanes                | Lucio Fariña            | 9 de agosto | 20:30    |

| Fecha 15                  | Fecha 15  | Fecha 15             | Fecha 15              | Fecha 15     | Fecha 15 |
| Local                     | Resultado | Visita               | Estadio               | Fecha        | Hora     |
| ------------------------- | --------- | -------------------- | --------------------- | ------------ | -------- |
| Deportes Puerto Montt     | 0 - 0     | Deportes Iquique     | Chinquihue            | 15 de agosto | 11:30    |
| Deportes Santa Cruz       | 2 - 0     | San Marcos de Arica  | Joaquín Muñoz         | 15 de agosto | 11:30    |
| Deportes Temuco           | 0 - 2     | Santiago Morning     | Germán Becker         | 15 de agosto | 12:00    |
| Coquimbo Unido            | 1 - 0     | Fernández Vial       | Francisco Sánchez     | 15 de agosto | 12:00    |
| Magallanes                | 2 - 1     | Unión San Felipe     | Luis Navarro          | 16 de agosto | 14:00    |
| Rangers                   | 4 - 0     | Cobreloa             | Fiscal de Talca       | 16 de agosto | 16:30    |
| Universidad de Concepción | 1 - 2     | Deportes Copiapó     | Ester Roa             | 16 de agosto | 19:00    |
| Barnechea                 | 0 - 0     | San Luis de Quillota | Municipal de Mostazal | 17 de agosto | 14:00    |

### Segunda rueda
- Los horarios corresponden al huso horario de Chile: UTC-4 en horario estándar y UTC-3 en horario de verano.

| Fecha 16             | Fecha 16  | Fecha 16                  | Fecha 16                | Fecha 16     | Fecha 16 |
| Local                | Resultado | Visita                    | Estadio                 | Fecha        | Hora     |
| -------------------- | --------- | ------------------------- | ----------------------- | ------------ | -------- |
| Santiago Morning     | 0 - 0     | Universidad de Concepción | Municipal de La Pintana | 20 de agosto | 16:00    |
| San Marcos de Arica  | 1 - 2     | Magallanes                | Carlos Dittborn         | 22 de agosto | 12:00    |
| Fernández Vial       | 2 - 1     | Deportes Santa Cruz       | Ester Roa               | 22 de agosto | 15:00    |
| Unión San Felipe     | 2 - 1     | Rangers                   | Javier Muñoz            | 23 de agosto | 14:00    |
| San Luis de Quillota | 1 - 1     | Deportes Temuco           | Lucio Fariña            | 23 de agosto | 16:30    |
| Coquimbo Unido       | 3 - 1     | Deportes Iquique          | Francisco Sánchez       | 23 de agosto | 19:00    |
| Barnechea            | 1 - 1     | Cobreloa                  | Municipal de La Pintana | 24 de agosto | 11:00    |
| Deportes Copiapó     | 2 - 2     | Deportes Puerto Montt     | Luis Valenzuela         | 24 de agosto | 12:00    |

| Fecha 17                  | Fecha 17  | Fecha 17             | Fecha 17            | Fecha 17     | Fecha 17 |
| Local                     | Resultado | Visita               | Estadio             | Fecha        | Hora     |
| ------------------------- | --------- | -------------------- | ------------------- | ------------ | -------- |
| Magallanes                | 0 - 1     | Santiago Morning     | Luis Navarro        | 27 de agosto | 15:00    |
| Universidad de Concepción | 0 - 1     | Deportes Santa Cruz  | Ester Roa           | 27 de agosto | 18:30    |
| Deportes Temuco           | 1 - 1     | Deportes Copiapó     | Germán Becker       | 28 de agosto | 12:00    |
| Coquimbo Unido            | 1 - 1     | Barnechea            | Francisco Sánchez   | 28 de agosto | 12:00    |
| Deportes Puerto Montt     | 0 - 1     | Unión San Felipe     | Chinquihue          | 28 de agosto | 12:00    |
| Rangers                   | 0 - 1     | San Luis de Quillota | Fiscal de Talca     | 28 de agosto | 17:30    |
| Deportes Iquique          | 1 - 3     | Fernández Vial       | Tierra de Campeones | 29 de agosto | 12:00    |
| Cobreloa                  | # - #     | San Marcos de Arica  | Zorros del Desierto | 29 de agosto | 12:00    |

| Fecha 18                  | Fecha 18  | Fecha 18              | Fecha 18                | Fecha 18         | Fecha 18 |
| Local                     | Resultado | Visita                | Estadio                 | Fecha            | Hora     |
| ------------------------- | --------- | --------------------- | ----------------------- | ---------------- | -------- |
| Deportes Santa Cruz       | 1 - 1     | Santiago Morning      | Joaquín Muñoz           | 31 de agosto     | 20:00    |
| San Luis de Quillota      | 0 - 1     | Deportes Puerto Montt | Lucio Fariña            | 1 de septiembre  | 11:30    |
| Unión San Felipe          | 1 - 2     | Deportes Temuco       | Javier Muñoz            | 1 de septiembre  | 14:00    |
| San Marcos de Arica       | 4 - 2     | Deportes Iquique      | Carlos Dittborn         | 1 de septiembre  | 20:00    |
| Universidad de Concepción | 0 - 0     | Cobreloa              | Ester Roa               | 1 de septiembre  | 20:00    |
| Barnechea                 | 0 - 3     | Fernández Vial        | Municipal de La Pintana | 2 de septiembre  | 12:00    |
| Deportes Copiapó          | 5 - 0     | Rangers               | Luis Valenzuela         | 12 de septiembre | 12:00    |
| Magallanes                | 0 - 0     | Coquimbo Unido        | Luis Navarro            | 12 de septiembre | 12:30    |

| Fecha 19              | Fecha 19  | Fecha 19                  | Fecha 19                | Fecha 19        | Fecha 19 |
| Local                 | Resultado | Visita                    | Estadio                 | Fecha           | Hora     |
| --------------------- | --------- | ------------------------- | ----------------------- | --------------- | -------- |
| Deportes Iquique      | 4 - 2     | Barnechea                 | Tierra de Campeones     | 5 de septiembre | 12:00    |
| Deportes Puerto Montt | 2 - 2     | Deportes Santa Cruz       | Chinquihue              | 5 de septiembre | 12:00    |
| Deportes Temuco       | 3 - 0     | Magallanes                | Germán Becker           | 6 de septiembre | 14:00    |
| Coquimbo Unido        | 2 - 1     | Cobreloa                  | Francisco Sánchez       | 6 de septiembre | 17:00    |
| Fernández Vial        | 1 - 2     | San Marcos de Arica       | Ester Roa               | 6 de septiembre | 20:00    |
| Rangers               | 1 - 0     | Universidad de Concepción | Fiscal de Talca         | 6 de septiembre | 20:00    |
| Unión San Felipe      | 1 - 1     | San Luis de Quillota      | Javier Muñoz            | 6 de septiembre | 20:00    |
| Santiago Morning      | 2 - 3     | Deportes Copiapó          | Municipal de La Pintana | 8 de septiembre | 12:30    |

| Fecha 20                  | Fecha 20  | Fecha 20              | Fecha 20                | Fecha 20         | Fecha 20 |
| Local                     | Resultado | Visita                | Estadio                 | Fecha            | Hora     |
| ------------------------- | --------- | --------------------- | ----------------------- | ---------------- | -------- |
| Deportes Santa Cruz       | 1 - 0     | Deportes Temuco       | Joaquín Muñoz           | 14 de septiembre | 16:30    |
| San Luis de Quillota      | 1 - 1     | Deportes Iquique      | Lucio Fariña            | 15 de septiembre | 20:00    |
| Magallanes                | 3 - 0     | Deportes Puerto Montt | Luis Navarro            | 16 de septiembre | 12:30    |
| Cobreloa                  | 2 - 1     | Unión San Felipe      | Zorros del Desierto     | 16 de septiembre | 14:00    |
| Deportes Copiapó          | 1 - 1     | Fernández Vial        | Luis Valenzuela         | 16 de septiembre | 16:00    |
| Barnechea                 | 2 - 3     | Rangers               | Municipal de La Pintana | 16 de septiembre | 18:00    |
| San Marcos de Arica       | 4 - 0     | Santiago Morning      | Carlos Dittborn         | 16 de septiembre | 19:00    |
| Universidad de Concepción | 0 - 1     | Coquimbo Unido        | Ester Roa               | 16 de septiembre | 20:30    |

| Fecha 21              | Fecha 21  | Fecha 21                  | Fecha 21                | Fecha 21         | Fecha 21 |
| Local                 | Resultado | Visita                    | Estadio                 | Fecha            | Hora     |
| --------------------- | --------- | ------------------------- | ----------------------- | ---------------- | -------- |
| Santiago Morning      | 2 - 1     | Cobreloa                  | Municipal de La Pintana | 22 de septiembre | 12:00    |
| Deportes Puerto Montt | 1 - 0     | Barnechea                 | Chinquihue              | 22 de septiembre | 16:00    |
| Fernández Vial        | 2 - 2     | San Luis de Quillota      | Germán Becker           | 22 de septiembre | 18:30    |
| Rangers               | 1 - 1     | Magallanes                | Fiscal de Talca         | 22 de septiembre | 19:00    |
| Deportes Temuco       | 2 - 0     | San Marcos de Arica       | Germán Becker           | 22 de septiembre | 19:20    |
| Deportes Iquique      | 2 - 1     | Deportes Copiapó          | Tierra de Campeones     | 22 de septiembre | 21:00    |
| Unión San Felipe      | 1 - 0     | Universidad de Concepción | Javier Muñoz            | 23 de septiembre | 18:30    |
| Coquimbo Unido        | 0 - 0     | Deportes Santa Cruz       | Francisco Sánchez       | 23 de septiembre | 21:00    |

| Fecha 22                  | Fecha 22  | Fecha 22              | Fecha 22                | Fecha 22         | Fecha 22 |
| Local                     | Resultado | Visita                | Estadio                 | Fecha            | Hora     |
| ------------------------- | --------- | --------------------- | ----------------------- | ---------------- | -------- |
| Deportes Copiapó          | 4 - 1     | San Luis de Quillota  | Luis Valenzuela         | 26 de septiembre | 14:00    |
| Cobreloa                  | 1 - 2     | Fernández Vial        | Zorros del Desierto     | 26 de septiembre | 14:00    |
| Rangers                   | 0 - 1     | Santiago Morning      | Fiscal de Talca         | 26 de septiembre | 20:00    |
| Magallanes                | 2 - 2     | Deportes Iquique      | Luis Navarro            | 27 de septiembre | 12:00    |
| Barnechea                 | 2 - 0     | Deportes Temuco       | Municipal de La Pintana | 27 de septiembre | 18:00    |
| Universidad de Concepción | 0 - 0     | Deportes Puerto Montt | Ester Roa               | 27 de septiembre | 20:30    |
| Deportes Santa Cruz       | 0 - 1     | Unión San Felipe      | Joaquín Muñoz           | 28 de septiembre | 18:30    |
| San Marcos de Arica       | 0 - 0     | Coquimbo Unido        | Carlos Dittborn         | 28 de septiembre | 19:00    |

| Fecha 23              | Fecha 23  | Fecha 23                  | Fecha 23                | Fecha 23     | Fecha 23 |
| Local                 | Resultado | Visita                    | Estadio                 | Fecha        | Hora     |
| --------------------- | --------- | ------------------------- | ----------------------- | ------------ | -------- |
| San Luis de Quillota  | 1 - 0     | Cobreloa                  | Lucio Fariña            | 1 de octubre | 20:00    |
| Magallanes            | 1 - 1     | Barnechea                 | Luis Navarro            | 2 de octubre | 12:00    |
| Deportes Temuco       | 2 - 2     | Universidad de Concepción | Germán Becker           | 2 de octubre | 18:00    |
| Deportes Copiapó      | 2 - 1     | Coquimbo Unido            | Luis Valenzuela         | 3 de octubre | 12:00    |
| Unión San Felipe      | 0 - 0     | San Marcos de Arica       | Javier Muñoz            | 3 de octubre | 12:30    |
| Deportes Iquique      | 6 - 1     | Deportes Santa Cruz       | Tierra de Campeones     | 3 de octubre | 12:30    |
| Santiago Morning      | 2 - 2     | Fernández Vial            | Municipal de La Pintana | 3 de octubre | 16:00    |
| Deportes Puerto Montt | 3 - 1     | Rangers                   | Chinquihue              | 4 de octubre | 16:00    |

| Fecha 24                  | Fecha 24  | Fecha 24              | Fecha 24                | Fecha 24      | Fecha 24 |
| Local                     | Resultado | Visita                | Estadio                 | Fecha         | Hora     |
| ------------------------- | --------- | --------------------- | ----------------------- | ------------- | -------- |
| Cobreloa                  | 2 - 1     | Magallanes            | Zorros del Desierto     | 6 de octubre  | 18:00    |
| Deportes Temuco           | 1 - 1     | Deportes Puerto Montt | Germán Becker           | 8 de octubre  | 16:00    |
| Universidad de Concepción | 3 - 1     | Deportes Iquique      | Ester Roa               | 8 de octubre  | 18:30    |
| Deportes Santa Cruz       | 1 - 2     | Deportes Copiapó      | Joaquín Muñoz           | 8 de octubre  | 18:30    |
| San Marcos de Arica       | 1 - 2     | San Luis de Quillota  | Carlos Dittborn         | 8 de octubre  | 19:00    |
| Coquimbo Unido            | 2 - 1     | Santiago Morning      | Francisco Sánchez       | 8 de octubre  | 21:00    |
| Fernández Vial            | 2 - 2     | Rangers               | Ester Roa               | 9 de octubre  | 18:00    |
| Barnechea                 | 2 - 4     | Unión San Felipe      | Municipal de La Pintana | 10 de octubre | 18:00    |

| Fecha 25              | Fecha 25  | Fecha 25                  | Fecha 25                | Fecha 25      | Fecha 25 |
| Local                 | Resultado | Visita                    | Estadio                 | Fecha         | Hora     |
| --------------------- | --------- | ------------------------- | ----------------------- | ------------- | -------- |
| Deportes Copiapó      | 1 - 1     | San Marcos de Arica       | Luis Valenzuela         | 12 de octubre | 16:00    |
| San Luis de Quillota  | 0 - 0     | Deportes Santa Cruz       | Lucio Fariña            | 12 de octubre | 18:00    |
| Deportes Iquique      | 1 - 0     | Cobreloa                  | Tierra de Campeones     | 12 de octubre | 20:30    |
| Magallanes            | 3 - 0     | Universidad de Concepción | Luis Navarro            | 13 de octubre | 12:00    |
| Santiago Morning      | 2 - 0     | Barnechea                 | Municipal de La Pintana | 13 de octubre | 16:00    |
| Unión San Felipe      | 0 - 1     | Fernández Vial            | Javier Muñoz            | 13 de octubre | 18:00    |
| Deportes Puerto Montt | 1 - 3     | Coquimbo Unido            | Chinquihue              | 13 de octubre | 18:30    |
| Rangers               | 0 - 2     | Deportes Temuco           | Fiscal de Talca         | 13 de octubre | 21:00    |

| Fecha 26                  | Fecha 26  | Fecha 26              | Fecha 26            | Fecha 26      | Fecha 26 |
| Local                     | Resultado | Visita                | Estadio             | Fecha         | Hora     |
| ------------------------- | --------- | --------------------- | ------------------- | ------------- | -------- |
| Cobreloa                  | 2 - 0     | Deportes Copiapó      | Zorros del Desierto | 16 de octubre | 15:00    |
| Fernández Vial            | 0 - 1     | Magallanes            | Ester Roa           | 16 de octubre | 19:00    |
| Coquimbo Unido            | 1 - 1     | Deportes Temuco       | Francisco Sánchez   | 19 de octubre | 13:30    |
| Deportes Santa Cruz       | 1 - 0     | Rangers               | Joaquín Muñoz       | 19 de octubre | 16:00    |
| Universidad de Concepción | 0 - 0     | Barnechea             | Ester Roa           | 19 de octubre | 19:00    |
| Deportes Iquique          | 1 - 0     | Unión San Felipe      | Tierra de Campeones | 19 de octubre | 20:00    |
| San Luis de Quillota      | 2 - 2     | Santiago Morning      | Lucio Fariña        | 20 de octubre | 19:30    |
| San Marcos de Arica       | 1 - 2     | Deportes Puerto Montt | Carlos Dittborn     | 22 de octubre | 19:00    |

| Fecha 27                  | Fecha 27  | Fecha 27             | Fecha 27                | Fecha 27      | Fecha 27 |
| Local                     | Resultado | Visita               | Estadio                 | Fecha         | Hora     |
| ------------------------- | --------- | -------------------- | ----------------------- | ------------- | -------- |
| Magallanes                | 1 - 1     | Deportes Santa Cruz  | Luis Navarro            | 23 de octubre | 15:30    |
| Rangers                   | 0 - 1     | Coquimbo Unido       | Fiscal de Talca         | 23 de octubre | 20:30    |
| Deportes Temuco           | 2 - 1     | Fernández Vial       | Germán Becker           | 24 de octubre | 15:00    |
| Unión San Felipe          | 2 - 3     | Deportes Copiapó     | Javier Muñoz            | 24 de octubre | 18:00    |
| Santiago Morning          | 1 - 0     | Deportes Iquique     | Municipal de La Pintana | 25 de octubre | 12:00    |
| Universidad de Concepción | 0 - 2     | San Luis de Quillota | Ester Roa               | 25 de octubre | 18:30    |
| Barnechea                 | 1 - 1     | San Marcos de Arica  | Municipal de La Pintana | 27 de octubre | 12:00    |
| Deportes Puerto Montt     | 0 - 0     | Cobreloa             | Chinquihue              | 27 de octubre | 20:00    |

| Fecha 28             | Fecha 28  | Fecha 28                  | Fecha 28                | Fecha 28       | Fecha 28 |
| Local                | Resultado | Visita                    | Estadio                 | Fecha          | Hora     |
| -------------------- | --------- | ------------------------- | ----------------------- | -------------- | -------- |
| Deportes Copiapó     | 1 - 1     | Magallanes                | Luis Valenzuela         | 30 de octubre  | 12:00    |
| San Luis de Quillota | 0 - 0     | Coquimbo Unido            | Lucio Fariña            | 30 de octubre  | 21:00    |
| Fernández Vial       | 2 - 3     | Deportes Puerto Montt     | Ester Roa               | 31 de octubre  | 15:30    |
| San Marcos de Arica  | 0 - 0     | Universidad de Concepción | Carlos Dittborn         | 31 de octubre  | 16:00    |
| Deportes Iquique     | 2 - 2     | Rangers                   | Tierra de Campeones     | 1 de noviembre | 16:00    |
| Santiago Morning     | 1 - 0     | Unión San Felipe          | Municipal de La Pintana | 1 de noviembre | 17:00    |
| Deportes Santa Cruz  | 2 - 0     | Barnechea                 | Joaquín Muñoz           | 1 de noviembre | 18:00    |
| Cobreloa             | 0 - 2     | Deportes Temuco           | Zorros del Desierto     | 1 de noviembre | 20:30    |

| Fecha 29                  | Fecha 29  | Fecha 29             | Fecha 29                | Fecha 29       | Fecha 29 |
| Local                     | Resultado | Visita               | Estadio                 | Fecha          | Hora     |
| ------------------------- | --------- | -------------------- | ----------------------- | -------------- | -------- |
| Deportes Puerto Montt     | 0 - 0     | Santiago Morning     | Chinquihue              | 5 de noviembre | 16:00    |
| Magallanes                | 3 - 3     | San Luis de Quillota | Luis Navarro            | 6 de noviembre | 17:30    |
| Rangers                   | 1 - 1     | San Marcos de Arica  | Fiscal de Talca         | 6 de noviembre | 18:00    |
| Deportes Temuco           | 2 - 1     | Deportes Iquique     | Germán Becker           | 6 de noviembre | 18:00    |
| Universidad de Concepción | 2 - 0     | Fernández Vial       | Ester Roa               | 6 de noviembre | 20:30    |
| Deportes Santa Cruz       | 2 - 2     | Cobreloa             | Joaquín Muñoz           | 6 de noviembre | 20:30    |
| Barnechea                 | 0 - 2     | Deportes Copiapó     | Municipal de La Pintana | 6 de noviembre | 20:30    |
| Coquimbo Unido            | 4 - 1     | Unión San Felipe     | Francisco Sánchez       | 9 de noviembre | 16:15    |

| Fecha 30             | Fecha 30  | Fecha 30                  | Fecha 30                | Fecha 30        | Fecha 30 |
| Local                | Resultado | Visita                    | Estadio                 | Fecha           | Hora     |
| -------------------- | --------- | ------------------------- | ----------------------- | --------------- | -------- |
| San Luis de Quillota | 2 - 1     | Barnechea                 | Lucio Fariña            | 12 de noviembre | 19:00    |
| Cobreloa             | 4 - 1     | Rangers                   | Zorros del Desierto     | 13 de noviembre | 15:30    |
| Unión San Felipe     | 0 - 0     | Magallanes                | Javier Muñoz            | 13 de noviembre | 18:00    |
| San Marcos de Arica  | 0 - 0     | Deportes Santa Cruz       | Carlos Dittborn         | 13 de noviembre | 18:00    |
| Deportes Iquique     | 4 - 2     | Deportes Puerto Montt     | Tierra de Campeones     | 13 de noviembre | 18:00    |
| Santiago Morning     | 0 - 1     | Deportes Temuco           | Municipal de La Pintana | 13 de noviembre | 18:00    |
| Deportes Copiapó     | 2 - 0     | Universidad de Concepción | Luis Valenzuela         | 13 de noviembre | 18:00    |
| Fernández Vial       | 1 - 2     | Coquimbo Unido (C)        | Ester Roa               | 13 de noviembre | 18:00    |

## Campeón
|                |
| Coquimbo Unido |
| 5.º título     |

## Play-Offs
En esta instancia, se enfrentarán los 4 equipos ubicados entre el 2.° y 5.° lugar de la tabla de posiciones, disputándose en partidos de ida y vuelta, una liguilla para definir al equipo, que enfrentará al 15.° de torneo de la Primera División en la Promoción.
|  | Semifinal             | Semifinal             | Semifinal       | Semifinal       |   |                  | Final            | Final | Final | Final |  |
|  |                       |                       |                 |                 |   |                  |                  |       |       |       |  |
|  |                       |                       |                 |                 |   |                  |                  |       |       |       |  |
|  | Deportes Puerto Montt | Deportes Puerto Montt | 0               | 2               |   |                  |                  |       |       |       |  |
|  | Deportes Puerto Montt | Deportes Puerto Montt | 0               | 2               |   |                  |                  |       |       |       |  |
|  | Deportes Copiapó      | Deportes Copiapó      | 1               | 2               |   |                  |                  |       |       |       |  |
|  | Deportes Copiapó      | Deportes Copiapó      | 1               | 2               |   | Deportes Copiapó | Deportes Copiapó | 0     | 3     |       |  |
|  |                       |                       |                 |                 |   | Deportes Copiapó | Deportes Copiapó | 0     | 3     |       |  |
|  |                       |                       | Deportes Temuco | Deportes Temuco | 1 | 1                |                  |       |       |       |  |
|  | Santiago Morning      | Santiago Morning      | Deportes Temuco | Deportes Temuco | 1 | 1                | 1                | 1     |       |       |  |
|  | Santiago Morning      | Santiago Morning      |                 |                 |   |                  | 1                | 1     |       |       |  |
|  | Deportes Temuco       | Deportes Temuco       | 1               | 2               |   |                  |                  |       |       |       |  |
|  | Deportes Temuco       | Deportes Temuco       | 1               | 2               |   |                  |                  |       |       |       |  |
|  |                       |                       |                 |                 |   |                  |                  |       |       |       |  |

## Promoción
| 22 de enero de 2022, 18:00 | Deportes Copiapó      | 2:3 (1:2) | Huachipato                            | Estadio Luis Valenzuela Hermosilla, Copiapó                                 |                                                                             |
|                            | Jaime 32' · López 82' | Reporte   | Nequecaur 14' (pen.), 29' · Tapia 60' | Asistencia: 4800 espectadores Árbitro(s): Felipe González VAR: Matías Quila | Asistencia: 4800 espectadores Árbitro(s): Felipe González VAR: Matías Quila |

| 26 de enero de 2022, 19:00 | Huachipato          | 1:0 (0:0) (Global 4:2) | Deportes Copiapó | Estadio Huachipato-CAP Acero, Talcahuano                                            |                                                                                     |
|                            | Martínez 74' (pen.) | Reporte                |                  | Asistencia: 4818 espectadores Árbitro(s): Francisco Gilabert VAR: Cristian Droguett | Asistencia: 4818 espectadores Árbitro(s): Francisco Gilabert VAR: Cristian Droguett |

## Estadísticas

### Goleadores
- Fecha de Actualización: 22 de enero de 2022

| Jugador               | Equipo                    | Goles |
| --------------------- | ------------------------- | ----- |
| Manuel López          | Deportes Copiapó          | 21    |
| Steffan Pino          | Santiago Morning          | 14    |
| Kevin Harbottle       | Fernández Vial            | 13    |
| Leandro Garate        | Coquimbo Unido            | 11    |
| Carlos Escobar        | Deportes Temuco           | 11    |
| Felipe Flores         | Barnechea                 | 10    |
| Álvaro Ramos          | Deportes Iquique          | 10    |
| Arnaldo Castillo      | Deportes Puerto Montt     | 10    |
| Reiner Castro         | Deportes Temuco           | 10    |
| Alfredo Ábalos        | Rangers                   | 10    |
| Lionel Altamirano     | Universidad de Concepción | 10    |
| Carlos Sepúlveda      | Fernández Vial            | 9     |
| Miguel Ángel Orellana | Magallanes                | 9     |
| Yorman Zapata         | Magallanes                | 9     |
| Luis Riveros          | Universidad de Concepción | 9     |
| Cristián Duma         | Deportes Santa Cruz       | 8     |
| Albano Becica         | Deportes Santa Cruz       | 7     |
| Bairon Monroy         | San Marcos de Arica       | 7     |
| Roberto Riveros       | Santiago Morning          | 7     |
| Fabián Núñez          | Deportes Copiapó          | 6     |
| Hans Salinas          | Deportes Iquique          | 6     |
| Camilo Melivilú       | Deportes Puerto Montt     | 6     |
| Óscar Ortega          | Santiago Morning          | 6     |
| Julio Castro          | Unión San Felipe          | 6     |
| Gabriel Tellas        | Cobreloa                  | 5     |
| Gustavo Guerreño      | Cobreloa                  | 5     |
| Esteban Paredes       | Coquimbo Unido            | 5     |
| Harol Salgado         | Coquimbo Unido            | 5     |
| Camilo Ponce          | Deportes Copiapó          | 5     |
| Juan Jaime            | Deportes Copiapó          | 5     |
| Alexander Oroz        | Deportes Iquique          | 5     |
| Eduardo Vilches       | Deportes Puerto Montt     | 5     |
| Kilian Delgado        | San Marcos de Arica       | 5     |
| Leandro Barrera       | Santiago Morning          | 5     |
| Gonzalo Reyes         | Unión San Felipe          | 5     |
| Matías Santos         | Universidad de Concepción | 5     |
| David Escalante       | Cobreloa                  | 4     |
| Fernando Barrientos   | Cobreloa                  | 4     |
| Cristóbal Marín       | Coquimbo Unido            | 4     |
| Jorge Romo            | Deportes Copiapó          | 4     |
| Edwuin Pernía         | Deportes Iquique          | 4     |
| Isaac Díaz            | Deportes Iquique          | 4     |
| Pedro Muñoz           | Deportes Santa Cruz       | 4     |
| Alan Alegre           | Deportes Temuco           | 4     |
| Gustavo Gotti         | Fernández Vial            | 4     |
| Jeriberth Carrasco    | Fernández Vial            | 4     |
| Julián Alfaro         | Magallanes                | 4     |
| Christopher Díaz      | Rangers                   | 4     |
| Robert González       | Rangers                   | 4     |
| Sebastián Parada      | San Luis de Quillota      | 4     |
| Federico Millacet     | San Marcos de Arica       | 4     |
| Felipe Báez           | San Marcos de Arica       | 4     |
| Matías Zamora         | Santiago Morning          | 4     |
| Ignacio Mesías        | Unión San Felipe          | 4     |
| Juan Méndez           | Unión San Felipe          | 4     |
| Ethan Espinoza        | Barnechea                 | 3     |
| Rodrigo De Olivera    | Barnechea                 | 3     |
| Nicolás Maturana      | Cobreloa                  | 3     |
| Benjamín Vidal        | Coquimbo Unido            | 3     |
| Jesús Ramírez         | Coquimbo Unido            | 3     |
| Jorge Luna            | Deportes Copiapó          | 3     |
| Carlos Espinosa       | Deportes Iquique          | 3     |
| Diego Fernández       | Deportes Iquique          | 3     |
| Nicolás Gauna         | Deportes Puerto Montt     | 3     |
| Bryan Taiva           | Deportes Santa Cruz       | 3     |
| Diego Pezoa           | Deportes Santa Cruz       | 3     |
| Jaime Gaete           | Deportes Santa Cruz       | 3     |
| Damián García         | Deportes Temuco           | 3     |
| Hugo Droguett         | Deportes Temuco           | 3     |
| Jimmy Cisterna        | Deportes Temuco           | 3     |
| Yerko Águila          | Deportes Temuco           | 3     |
| Ángel Gillard         | Fernández Vial            | 3     |
| Fabián Espinoza       | Fernández Vial            | 3     |
| David Salazar         | Magallanes                | 3     |
| Nicolás Rivera        | Rangers                   | 3     |
| Sebastián Zúñiga      | Rangers                   | 3     |
| Fernando Coniglio     | San Luis de Quillota      | 3     |
| Gustavo Lanaro        | San Luis de Quillota      | 3     |
| Maximiliano Cuadra    | San Luis de Quillota      | 3     |
| Rafael Viotti         | San Marcos de Arica       | 3     |
| Bairo Riveros         | Unión San Felipe          | 3     |

### Hat-Tricks & Póker
| Fecha | Jugador      | Goles | Local | Resultado | Visitante | Jornada |
| ----- | ------------ | ----- | ----- | --------- | --------- | ------- |
|       | Bandera de ? |       |       |           |           |         |

### Autogoles
| Jugador                 | Equipo               | Anot.   | Fecha    |
| ----------------------- | -------------------- | ------- | -------- |
| Néstor Moiraghi         | San Luis de Quillota | Anotado | Fecha 7  |
| Pedro Navarro           | Barnechea            | Anotado | Fecha 19 |
| Yorman Zapata           | Magallanes           | Anotado | Fecha 19 |
| Mario Sebastián Ramírez | Cobreloa             | Anotado | Fecha 24 |

## Entrenadores
| Equipo                    | Entrenador       | Período     |
| ------------------------- | ---------------- | ----------- |
| Unión San Felipe          | Tomás Arrotea    | 1.° - 3.°   |
| Unión San Felipe          | Jorge Acuña      | 4.° - 13.°  |
| Unión San Felipe          | Víctor Rivero    | 14.° - Act. |
| San Luis de Quillota      | José Martínez    | 1.° - 5.°   |
| San Luis de Quillota      | Alejandro Orfila | 6.° - 8.°   |
| San Luis de Quillota      | Francisco Bozán  | 9.° - Act.  |
| Deportes Iquique          | Cristián Leiva   | 1.° - 12.°  |
| Deportes Iquique          | Luis Musrri      | 13.° - Act. |
| Barnechea                 | Jaime Pizarro    | 1.° - 12.°  |
| Barnechea                 | Héctor Adomaitis | 13.° - 19.° |
| Barnechea                 | John Armijo      | 20.° - Act. |
| Rangers                   | Luis Marcoleta   | 1.° - 17.°  |
| Rangers                   | Ronald Fuentes   | 18.° - Act. |
| Cobreloa                  | Rodrigo Meléndez | 1.° - 19.°  |
| Cobreloa                  | Héctor Almandoz  | 20.° - Act. |
| Universidad de Concepción | Hugo Balladares  | 1.° - 21.°  |
| Universidad de Concepción | Fernando Vergara | 22.° - Act. |

## Regla del U-21
| Equipo                    | m.req | m.dis | m.pen | % |
| ------------------------- | ----- | ----- | ----- | - |
| Barnechea                 | 1.890 | 2.525 | 0     |   |
| Cobreloa                  | 1.890 | 2.385 | 0     |   |
| Coquimbo Unido            | 1.890 | 2.554 | 0     |   |
| Deportes Copiapó          | 1.890 | 2.100 | 0     |   |
| Deportes Iquique          | 1.890 | 2.353 | 0     |   |
| Deportes Puerto Montt     | 1.890 | 2.186 | 0     |   |
| Deportes Santa Cruz       | 1.890 | 2.041 | 0     |   |
| Deportes Temuco           | 1.890 | 1.958 | 0     |   |
| Fernández Vial            | 1.890 | 2.509 | 0     |   |
| Magallanes                | 1.890 | 2.469 | 0     |   |
| Rangers                   | 1.890 | 1.976 | 0     |   |
| San Luis de Quillota      | 1.890 | 2.642 | 0     |   |
| San Marcos de Arica       | 1.890 | 2.424 | 0     |   |
| Santiago Morning          | 1.890 | 1.903 | 0     |   |
| Universidad de Concepción | 1.890 | 2.603 | 0     |   |
| Unión San Felipe          | 1.890 | 2.690 | 0     |   |
| Actualizado - Fecha 30    |       |       |       |   |

     Cumplieron con el reglamento. 
     No cumplieron con el reglamento. Incurre en la pérdida de 3 puntos, más una multa de 500 UF (65,1 % al 99,9 %)
     No cumplieron con el reglamento. Incurre en la pérdida de 6 puntos, más una multa de 500 UF (60,1 % al 65,0 %)
     No cumplieron con el reglamento. Incurre en la pérdida de 9 puntos, más una multa de 500 UF (Menos del 60,0 %)